# Джон Вокер (веслувальник)
Джон Вокер (англ. John Walker, 4 січня 1891 — 22 липня 1952) — британський академічний веслувальник.
Срібний призер Олімпійських Ігор 1912 року в складі вісімки.